# Araih
Araih is een bestuurslaag in het regentschap Pidie van de provincie Atjeh, Indonesië. Araih telt 241 inwoners (volkstelling 2010).